# Aldo Parecchini
Aldo Parecchini  (né le 21 décembre 1950 à Nave, dans la province de Brescia, en Lombardie) est un coureur cycliste italien des années 1970.

## Biographie
Professionnel de 1973 à 1980, Aldo Parecchini a notamment remporté une étape du Tour de France 1976 après 180 km d'échappée.

## Palmarès

### Palmarès amateur
- 1970
  -  Champion d'Italie sur route amateurs
  - Coppa Lino Limonta
  - Souvenir Pierino Bertolazzo
  - Trophée Amedeo Guizzi
  - 7e étape du Baby Giro
- 1971
  -  Champion d'Italie sur route amateurs (Targa Crocifisso)
  - Coppa Lino Limonta
  - 3e de la Coppa San Geo
  - 3e du Trophée Raffaele Marcoli
- 1972
  - Monten Carlo-Alassio
  - Milan-Busseto
  - 2e du Circuito del Porto-Trofeo Arvedi

### Palmarès professionnel
- 1973
  - 7e de Milan-San Remo
- 1976
  - 6e étape du Tour de France
- 1978
  - 2e étape du Tour des Pouilles

## Résultats sur les grands tours

### Tour de France
2 participations
- 1974 : 97e
- 1976 : abandon (8e étape), vainqueur de la 6e étape

### Tour d'Italie
7 participations
- 1973 : 91e
- 1975 : abandon (8e étape)
- 1976 : 73e
- 1977 : 104e
- 1978 : hors délais (15e étape)
- 1979 : 71e
- 1980 : abandon (10e étape)